# A Dráva-sík növényzete
A terület a zárt tölgyes övbe tartozik, de természetes növényzetének elsöprő többségét mezőgazdasági kultúrák helyettesítik. A természetes(hez közeli) növénytakaró hellyel-közzel csak a vízfolyások (egy része) mentén maradt meg: a síkságot zöld szalagokként tagolják a Dráva és a lefűződött holtágak mentén növő galériaerdők; ezek a Duna-Dráva Nemzeti Park részeiként védett természetvédelmi területek.

## Földrajzi–növényföldrajzi helyzete
Növényzete alapján a Dráva-sík – pontosabban, a teljes Drávamenti-síkság – a közép-európai flóraterület Pannonicum flóratartományának alföldi flóravidékéhez tartozik; ezen belül egyes szerzők a dél-alföldi flórajárás részének tekintik, míg mások önálló, Dravense flórajárásként (Drávamenti flórajárás) különböztetik meg.
A Dráva-sík somogyi része egyrészt a Zákányi-dombokkal (Zákány-őrtilosi dombság), másrészt a Belső-somogyi homokvidékkel határos. A Zákányi-dombok meredek lejtőinek alapján viszonylag könnyen meghúzható a két tájegység határa, és ezek növényzete is radikálisan különbözik (mivel a Zákányi-dombság az Illiricum flóratartomány szlavóniai flóravidékének őrtilosi flórajárása). Más a helyzet a pannóniai flóratartomány Praeilliricum flóravidékéhez sorolt homokvidékkel, ami felé a domborzat és a növényzet átmenete is többé-kevésbé folyamatos: a legnagyobb különbség, hogy a somogyi Dráva-ártérről szinte teljesen hiányzik a Belső-Somogyra (Somogyicum flórajárás) általánosan jellemző homokpusztai flóra és vegetáció.

## Áttekintés
A Dráva ősi árterét növényföldrajzi értelemben szlavón tölgyesei tették híressé, az egykor vízjárta síkság növényzete azonban a folyószabályozás és ármentesítés óta jelentősen átalakult. Természetes vegetációja fragmentálódott, nagyobb erdőtömbök csak a tölgy-kőris-szil ligetekből és a gyertyános – kocsányos tölgyesekből maradtak meg. Ezek aljnövényzetében sok a szubmontán, szubmediterrán elem:
- borostás sás (Carex strigosa),
- szúrós csodabogyó (Ruscus aculeatus),
- szártalan kankalin (Primula vulgaris),
- pirítógyökér (Tamus communis),
- ligeti szőlő (Vitis sylvestris).

Ezek a keményfás erdők elsősorban a mentett oldalra jellemzők. A mentett oldalon és a töredékére csökkent hullámtéren is gyakoriak az ültetvények (nemes nyár, nemes fűz, akác). A hullámtéren és a holtágak mentén néhány helyen még van természetes állapotú fűzliget (aljnövényzetének jellemző fajai: nyári tőzike – Leucojum aestivum, kálmos – Acorus calamus) és fehérnyárliget (aljnövényzetének jellemző fajai: fürtös gyűrűvirág – Carpesium abrotanoides, kotuliliom – Fritillaria meleagris, téli zsurló – Equisetum hyemale), az egykori feketenyárligetekre azonban már csak töredékek utalnak.
A holtágak lápi növényzetében jól megfigyelhetők a feltöltődési szukcesszió különböző fokozatai:
- változatos hínártársulások,
- nádasok,
- ingólápok,
- magassásosok
- pionír iszapvegetáció,
- fűzlápok,
- láperdők.

Az évszázados legeltető állattartás, kaszálás megszűntével a táj mocsár- és láprétjeiből, fás legelőiből már csak egy-két utolsó képviselő maradt.
A kistájon mintegy 800–1000 növényfaj él; közülük 40–50 lehet védett.
Fontosabb özönnövények:
- zöld juhar (Acer negundo),
- bálványfa (Ailanthus altissima),
- gyalogakác (Amorpha fruticosa),
- selyemkóró (Asclepias syriaca),
- tájidegen őszirózsa fajok (Aster spp.),
- amerikai kőris (Fraxinus pennsylvanica),
- japánkeserűfű (Reynoutria spp.),
- fehér akác (Robinia pseudoacacia),
- aranyvessző (Solidago spp.).

## Élőhelyek
Gyakori élőhelyek:
- gyertyános – kocsányos tölgyes,
- puhafás pionír és jellegtelen erdő,
- keményfaligetek,
- állóvízi hínártársulások (sulymos, békalencsés, rucaörömös, tócsagazos hínár),
- mocsárrétek.

Közepesen gyakori élőhelyek:
- üde cserjések,
- keményfás jellegtelen vagy telepített egyéb erdők,
- nem tőzegképző nádasok, gyékényesek és tavi kákások,
- jellegtelen üde gyepek és magaskórósok,
- jellegtelen száraz vagy félszáraz gyepek és magaskórósok,
- nem zsombékoló magassásrétek,
- éger- és kőrislápok, égeres mocsárerdők,
- galagonyás-kökényes-borókás cserjések,
- fás legelők, fás kaszálók, felhagyott legelőerdők, gesztenyeligetek,
- őshonos fajú, elszórva álló fák csoportjai vagy egy egyed szélességű, erdővé még nem záródott fasorok,
- fűzlápok, lápcserjések,
- áramló vízi (nagylevelű) békaszőlős, tündérfátylas hínár
- harmatkásás, békabuzogányos mocsári-vízparti növényzet

ritka élőhelyek:
- csatornák, szabályozott patakok, mesterséges tavak parti zónájában és közvetlen partközeli víztestében kialakult fragmentális mocsarak és kisebb hínarasok,
- folyómenti bokorfüzesek,
- fűz-nyár ártéri erdők,
- tündérrózsás, vízitökös, rencés, kolokános (láptavi) hínár,
- égerligetek,
- nádas úszólápok, lápos, tőzeges nádasok és télisásosok,
- száraz és félszáraz erdő- és cserjés szegélyek,
- üde természetes pionír növényzet,
- jellegtelen fátlan vizes élőhelyek,
- ártéri és mocsári magaskórósok,
- lápi zsombékosok,
- franciaperjés rétek,
- ősi fajtájú, gyepes és/vagy erdősödő, extenzíven művelt gyümölcsösök,
- vízparti virágkákás, csetkákás, vízi hídőrös, mételykórós mocsarak,
- békaliliomos és más lápi hínár

## Vízi növénytársulások
A terület növényzetének érdekességei a változatos vízi élőhelyek növénytársulásai. Ezek legjellemzőbb előfordulásai:
- Darány (Tündérrózsás-tó),
- Felsőszentmárton (Borjencei morotvák),
- Drávakeresztúr (Kiserdei-holtág),
- Drávakeresztúr-Révfalu (Tökleveles, Felsőlókai holtág),
- Drávasztára (Nagy-szigeti mellékág, Nagy-szigeti morotva, Kis-vájási morotvák, Vájás-tó, Nagy-füzesi mellékág),
- Zaláta (Adravica, János-szigeti mellékág, János-szigeti holtágak),
- Kemse, Piskó (Gyöngyszigeti-mellékág, Kemsei morotvák, Gyöngyszigeti morotvák),
- Vejti (Csárdai holtág),
- Hirics (Mérnökházi-tó),
- Cún, Kémes-Szaporca (Szilahi-tó, Sárga-víz, Belső-hobogy, Külső-hobogy, Kisinci-tó, Lanka-tó),
- Tésenfa (Roza-tó),
- Drávapalkonya (Kenderáztató, Dázsonyi-tó),
- Alsószentmárton (Parancsnoki-tó),
- Old (Boros-Dráva),
- Hótedra,
- Mrtvica.

Jellemző növénytársulásaik a különféle hínártársulások:

### Lebegő hínártársulások
A lebegő hínártársulások növényei közvetlenül a vízből veszik fel a tápanyagot. A társulások fajtái:
- Lemno-Utricularietum,
- Hydroclzari-Stratiotetum,
- Wolffio-Lemnetum gibbae,
- Salvinio-Spirodeletum,
- Ceratophylletum demersi,
- Ceratophylletum submersi;

Jellemző növényeik:
- közönséges rence (Utricularia vulgaris),
- lápi rence (Utricularia brem),
- kis rence (Utricularia minor),
- békatutaj (Hydrocharis morsus-ranae),
- kolokán (Stratoides aloides)
- békalencse (Lemna minor, Lemna trisulca, Spirodela polyrhiza).
- villás májmoha (Riccia fluitans),
- vízidara (Wolffia arrhiza)
- vízi rucaöröm (Salvinia natans).

### Gyökerező hínártársulások
A gyökerező hínártársulások növényeit gyökerek, rizómák rögzítik az iszapos aljzathoz. Fajtáik:
- Batrachio trichophylli-Callitrichetum cophocarpae,
- Myriophyllo-Potametum,
- Nymphaeetum albo-luteae,
- Nymphoidetum peltatae,
- Trapetum natantis.

A gyökerező hínártársulások jellemző növényei:
- Helyenként tömegesen jelenik meg:
  - fehér tündérrózsa (Nymphaea alba),
  - sulyom (Trapa natans),
  - úszó békaszőlő (Potamogeton natans),
  - tündérfátyol (Nymphoides peltata),
  - vízitök (Nuphar lutea),
  - hínáros víziboglárka (Batrachium trichophyllum).

- Alámerült gyökerező hínárok:
  - mocsárhúr (Callitriche palustris)
  - imbolygó békaszőlő (Potamogeton granzineus)
  - füzéres süllőhínár (Myriophyllum spicatum),
  - gyűrűs süllőhínár (Myriophyllum verticillatum),
  - sertelevelű békaszőlő (Potamogeton trichoides),
  - bodros békaszőlő (Potamogeton crispus).

## Mocsarak, partszegélyek
A tavakban, lápszemekben, holtágakban és morotvákban élő mocsári növények ugyan a víz alatti iszapban gyökereznek, de asszimiláló felületük a víz színe fölé emelkedik.

### Nádasok
- Jellemző, nádas típusú növénytársulásaik:
  - valódi nádas (Phragmitetum communis),
  - széleslevelű gyékényes (Typhetum latifoliae),
  - keskenylevelű gyékényes (Typhetum angustifoliae).
  - vízi harmatkásás (Glycerietum maximae),
  - tavi kákás (Schoenoplectetum lacustris).

Barcstól délkeletre, a Dráva-sík nyugati határán található egy
- kálmos társulás (Acoretum calami) is.

### Úszó lápok
A fűzlápok (Calamagrostio-Salicetum cinereae) felé vezető szukcessziós út fontos állomása a tőzegpáfrányos-keskenylevelű gyékényes társulás (Thelypteridi-Typhaetum angustifoliae) a maga jellegzetes, úszó szigeteivel.
A nádasok általánosan elterjedt növényei:
- széleslevelű békakorsó (Sium latifolium),
- mocsári galaj (Galium palustre),
- réti füzény (Lythrum salicaria),
- sövényszulák (Calystegia sepium),
- közönséges lizinka (Lysimachia vulgaris),
- vízi lórom (Rumex hydrolapathum),
- egyszerű békabuzogány (Sparganium simplex),
- tavi káka (Schoenoplectus lacustris),
- vízi harmatkása (Glyceria maxima),
- rizsfű (Leersia oryzoides),
- nád (Phragmites australis),
- pántlikafű (Phalaroides arundinaceum),
- parti nádtippan (Calamagrostis pseudophragmites),
- széleslevelű gyékény (Typha latifolia),
- keskenylevelű gyékény (Typha angustifolia).

Ritka fajok:
- gyökerező erdeikáka (Scirpus radicans)
- kálmos (Acorus calamus).

### Sásosok
A part felé közeledve, a sekélyebb vizű termőhelyeken a nádasokat magas sásosok váltják fel. A leggyakoribb sásos növénytársulások:
- éles sásos (Caricetum gracilis),
- parti sásos (Caricetum riparicce),
- hólyagos sásos Caricetum vesicariae,
- zsombéksásos (Caricetum elatae);

ezek domináns növényei értelemszerűen:
- éles sás (Carex gracilis),
- parti sás (Carex riparia),
- hólyagos sás (Carex vesicaria),
- zsombéksás (Carex elata).

Mivel sekélyebb a víz, mások a kísérő fajok is:
- mocsári zsurló (Equisetum palustre),
- torzsikaboglárka (Ranunculus sceleratus),
- mételykóró (Oenanthe aquatica),
- hídőr (Alisma plantago-aquatica),
- virágkáka (Butomus umbellatus),
- nyílfű (Sagittaria sagittifolia),
- háromélű káka (Schoenoplectus triqueter),
- szemcsés csetkáka (Eleocharis mamillata),
- sárga nőszirom (Iris pseudacorus),
- vízilófark (Hipuris vulgaris).

## Mocsárrétek
Az ártéri puhafaligetek kiirtása és a termőhely rendszeres kaszálása, valamint a legeltetés ezek helyén mocsárréteket alakított ki:
- sédbúzás mocsárrét (Deschampsietum caespitosae),
- Agrostio-Poetum trivialis,
- pántlikafüves mocsárrét (Agrostio-Phalaridetum),
- ártéri mocsárrét (Carici Alopecuretum pratensis),
- csenkeszes nedves kaszálórét (Cirsio cani-Festucetum pratensis) stb.

Ezeket rendszeresen elönti az árvíz. Mivel rendszeresen jut rájuk oxigéndús, friss víz, ezekben tőzeg nem képződik és mohaszintjük is jelentéktelen. Fontosabb növényeik:
- sédbúza (Deschampsia caespitosa),
- fehér tippan (Agrostis stolonifera),
- pántlikafű (Phalaroides arundinacea),
- réti ecsetpázsit (Alopecurus pratensis),
- réti csenkesz (Festuca pratensis)
- mocsári nefelejcs (Myosotis palustris),
- fekete nadálytő (Symphytum officinale),
- vízi peszérce (Lycopus europaeus),
- csikorgófű (Gratiola officinalis),
- üstökös veronika (Veronica catenata),
- vízi kányafű (Rorippa amphibia),
- bókoló farkasfog (Bidens cernuus),
- fülemüleszittyó (Juncus articulatus),
- réti szittyó (Juncus compressus),
- vékony szittyó (Juncus tenuis),
- réti harmatkása (Glyceria fluitans).

## Láprétek
A láprétek olyan, lefolyástalan élőhelyek, amelyeken a talajvíz időszakonként (tavasszal és ősszel vagy az áradások idején) elönti a felszínt. Az ilyen termőhelyek, oxigénszegények, pangó vízzel és tőzeges talajjal. Két alaptípusuk:
- mocsári vagy átmeneti láp,
- kiszáradó láp.

Mindkettőre jellemző a tőzegesedés, de míg az előző nem szárad ki (vagy csak ritkán), utóbbival ez rendszeresen megtörténik. A kiszáradó lápréten ritkábbak a nedvességet kedvelő, gyakoribbak a réti elemek. Mohaszintje gazdag; rajta a sások mellett a pázsitfűfélék is jelentős szerephez jutnak.

### Átmeneti lápok
Az átmeneti vagy mocsári lápokban a mocsári növényzet alatt egy idő után tőzeg halmozódik fel: ilyenkor a mocsár láppá alakul. Így alakulnak ki az elláposodott zsombékosok is; ezek két fő növénytársulása:
- Caricetum appropinquatae,
- Caricetum elatae.

Legjellegzetesebb növényeik:
- zsombéksás (Carex elata),
- rostos tövű sás (Carex appropinquata),
- villás sás (Carex pseudocyperus),
- tóalma (Ludzuigia palustris),
- vidrafű (Menyanthes trifoliata).

Az átmeneti lápokra jellemző a békaboglárkás-csikorgófüves társulás (Ranunculo flammulae-Gratioletum officinalis). Ez leginkább a láptavak homokos szegélyein, vízlevezető árkok oldalain és égerlápok szegélyzónáiban alakul ki; Magyarországon csak a Barcs és Darány közötti homokvidéken (tehát már nem a Dráva-síkon, de közvetlen szomszédságában) ismert. Jellemző növényei:
- békaboglárka (Ranunculus flammula),
- csikorgófű (Gratiola officinalis),
- sűrű csetkáka (Eleocharis carniolica),
- tóalma (Ludwigia palustris),
- gázló (Hydrocotyle vulgaris).

A kistáj több pontján megtalálhatók még a tőzegmohás átmeneti lápok (Carici lasiocarpae-Sphagnetum, Carici stellulatae-Sphagnetum) is, bár ezek mérete egyre zsugorodik. Gyakori növényeik a tőzegmohák (Sphagnum lescurü, Sphagnum palustre, Sphagnum subsecundum). Ritka és védett növényeik:
- gyapjas magvú sás (Carex lasiocarpa),
- töviskés sás (Carex stellulata),
- hengeres sás (Carex diandra).

### Kiszáradó láprétek
A másik alaptípus a kiszáradó lápréteké (Junco-Molinietum): ezek a lápok részleges lecsapolásával és termőhelyük rendszeres kaszálásával jöttek létre. Jellemző növényeik:
- Carex leporina,
- Carex pallescens,
- réti sás (Carex distans),
- deres sás, (Carex flacca),
- gyepes sédbúza (Deschampsia caespitosa),
- kékperje (Molinia coerulea).

A kétszikűek közül gyakori:
- őszi vérfű (Sanguisorba opcinalis),
- ördögharaptafű (Succisa pratensis),
- festő zsoltina (Serratula tinctoria),
- szürke aszat (Cirsium canum),
- csermelyaszat (Cirsium rivulare).

Védett növényfajok:
- mocsári kockásliliom (Fritillaria meleagris),
- tavaszi tőzike (Leucojum vernum),
- szibériai nőszirom (Iris sibirica),
- mocsári nőszőfű (Epipactis palustris),
- mocsári kosbor (Orchis laxiflora),
- pompás kosbor (Orchis elegans),
- hússzínű ujjaskosbor (Dactylorhiza incarnata).

Lápréteket a Dráva-síkon:
- Sellye,
- Drávafok,
- Szaporca,
- Felsőszentmárton,
- Révfalu,
- Piskó

határában találunk.

## Gyomnövényzet
A sok gyomnövénytársulást nem soroljuk fel. Értékes növényritkaságok a gyomnövényzetből:
- szapora zsombor (Sisymbrion officinalis),
- magas szárú kocsord (Peucedanum verticillare),
- bársonyos görvélyfű (Scrophularia scopolü),
- fürtös gyűrűvirág (Carpesium abrotanoides).

A Dráva kavics- és homokzátonyain megjelenő pionír ruderális (Bidention tripartitae és Chenopodion fluviatile) és félruderális (Agropyro-Rumicion crispi) növénytársulások a szukcesszió jelei, mint ahogy a kiirtott ártéri puhafa ligetek és a földmunkák helyén megjelenő magas aranyvesszős ártéri gyomnövényzet (Rudbeckio-Solidaginetum) is. A ruderális növénytársulások ritkaságai:
- vitéz kosbor (Orchis militaris),
- magas szárú kocsord (Peucedanum verticillare).

Szukcessziót jelző gyomnövénytársulásokat találhatunk a Dráva árterén, valamint az alábbi helyeken:
- Őrtilos,
- Révmelléki-sziget,
- Zákányi-sziget.

## Iszapnövényzet
A Dráva mellékágaiban a víz lassan folyik, ezért hordaléka többnyire iszap, amin különböző iszaptársulások:
- rizsföldi törpekákás (Eleochari aciculari-Schoenoplectetum supini),
- iszapgyopáros (Dichostyli-Gnaphalietum uliginosi),
- varangyszittyós (Cypero Juncetum bufonii) alakulnak ki.

Az ősi drávai tájat a pionír iszapvegetáció idézi leginkább.
Az ilyen iszapos partok jellemző növényei:
- háromporzós látonya (Elatine triandra)
- iszapkányafű (Rorippa amphibia),
- iszaprojt (Limosella aquatica),
- iszapgyopár (Gnaphalium uliginosum),
- apró csetkáka (Eleocharis acicularis),
- sárga palka (Pycreus flavescens) stb.

Védett növények:
- iszapfű (Lindernia procumbens),
- kisvirágú boglárka (Ranunculus parviflorus),
- hegyi csipkeharaszt (Selaginella helvetica).

## Lápok
Az élőhely vízellátottságától függően a fűzlápok két fajtáját különböztetjük meg; mellettük helyenként még égerlápokat is találhatunk.

### Pangóvizes fűzláp
A pangóvizes fűzláp (Calamagrostio-Salicetum cinereae) a lápi szukcesszió első fás társulása. A holtágak és a morotvák, lápok lágyszárú növényzetét szegélyezi a part felől. A kisebb és kevésbé mély élőhelyeket teljesen beboríthatja.
Jellegzetes cserjéje a lapított kupolára emlékeztető, legfeljebb öt-hat méter magasra növő rekettyefűz (Salix cinerea). Szálanként a kutyabenge (Frangula alnus) is előfordul benne. Aljnövényzetének értékes vízi és lápi növényei:
- rucaöröm (Salvinia natans),
- fehér tündérrózsa (Nymphaea alba),
- tündérfátyol (Nymphoides peltata),
- kolokán (Stratiotes aloides),
- villás sás (Carex pseudocyperus),
- tőzegpáfrány (Thelypteris palustris),
- lápi csalán (Urtica kioviensis),
- békaliliom (Hottonia palustris).

### Kiszáradó fűzláp
Kiszáradó fűzláp (Molinio-Salicetum cinereae) rendszerint a sekély vizű nádasok (Phragmitetum communis), zsombékosok (Caricetum elatae) és kiszáradó láprétek (Succiso-Molinietum) határvidékén alakul ki. A bozót domináns növénye a rekettyefűz (Salix cinerea). Hasonló növényzet a fűzmocsarak (Berulo erecti-Salicetum cinereae) és fűzlápok (Calamagrostio-Salicetum cinereae) részleges kiszáradásával is kialakulhat.
Mivel talaja kevésbé nedves, mint a pangóvizes fűzlápé, ebben a rekettyefűz (Salix cinerea) mellett megélnek egyéb cserjék is:
- veresgyűrű som (Cornus sanguinea),
- egybibés galagonya (Crataegus monogyna),
- kányabangita (Viburnum opulus).

Gyepszintjük erősen hasonlít a kiszáradó láprétek (Succiso-Molinietum) növénytársulásához. Így például jellemző rá:
- őszi vérfű (Sanguisorba offcinalis),
- festő zsoltina (Serratula tinctoria),
- szürke aszat (Cirsium canum),
- kékperje (Molinia coerulea).

Kiszáradó fűzlápokat találunk:
- Darány,
- Somogyudvarhely,
- Vecsenye,
- Matty,
- Zaláta,
- Drávasztára,
- Vejti,
- Cún,
- Kémes-Szaporca,
- Alsószentmárton

határában.

### Égerláp
A Dráva-sík talán legértékesebb és leginkább veszélyeztetett növénytársulása a fűzlápok feltöltődésével kialakuló tőzegmohalápokkal tarkított égerláp (Carici elongatae Alnetum).
Talajában tőzeg halmozódik fel. Lombkoronaszintjében a mézgás éger (Alnus glutinosa) uralkodik; a magyar kőris (Fraxinus angustifolia ssp. pannonica) csak szálanként fordul elő. Cserjeszintje a gyakori vízborítás miatt fejletlen – szórványosan megjelenik benne a kutyabenge (Frangula alnus) és a rekettyefűz (Salix cinerea). Említendő még a fekete ribiszke (Ribes nigrum).
- A lábasfák palánkgyökerein él a három védett tőzegmohafaj:
  - Sphagnum lescurü,
  - csónakos tőzegmoha (Sphagnum palustre),
  - zászlós tőzegmoha (Sphagnum subsecundum).
- Mohák:
  - ezüstös vánkosmoha (Leucobryum glaucum),
  - seprőmoha (Dicranum scoparium),
  - fatermetű moha (Climacium dendroides),
  - lápmoha (Aulacomnium pcclustre).
- Harasztok:
  - szálkás pajzsika (Dryopteris carthusiana),
  - széles pajzsika (Dryopteris dilatata),
  - hegyi pajzsika (Dryopteris assimilis),
  - tőzegpáfrány (Thelypteris palustris)
  - királypáfrány (Osmunda regalis) – ez az egyetlen magyarországi élőhelye.
- Sások:
  - nyúlánk sás (Carex elongata),
  - gyapjasmagvú sás (Carex lasiocarpa).

Égerlápokat:
- Felsőszentmárton (Ogreda),
- Kisszentmárton (Ataki-erdő),
- Csurgó,
- Lázi-berek,
- Matty,
- Majláthpuszta

határában találhatunk.

## Mocsarak

### Fűzmocsár
A fűzmocsarak (Beulo erecti-Salicetum cinereae) helyenként az ármentett területek lassú vagy időszakos vízfolyásait szegélyezik. Növényzetük a fűzlápokéhoz hasonló, de a tőzegesedés kevésbé intenzív. Aljnövényzetük egyik jellemző növénye a kis békakorsó (Berula erecta).
Fűzmocsarat:
- Dombó-csatorna,
- Vejti-Luzsoki csatorna,
- Kelemenligeti csatorna

mellett találhatunk

### Égermocsár
A szukcesszió fűzmocsár utáni stádiuma az égermocsár (Angelico sylvestri Alnetum). Ezeket is az igen lassú vagy időszakos vízfolyások mentén találjuk – a víz és az égermocsár között néhol fűzmocsár nő. Növényzetük az égerlápokéhoz hasonló, de a sekélyebb vízborítás miatt gyepszintjük zártabb, így tömegesen fordulnak elő bennük a magas termetű sások:
- posvány sás (Carex acutiformis),
- parti sás (Carex riparia),
- éles sás (Carex gracilis),
- hólyagos sás (Carex vesicaria).

Égermocsár a
- Dombó-csatorna,
- Korcsina

mellett alakult ki.

## Ligetek

### Hordalékliget
A hordalékliget növénytársulást csak néhány éve fedezték fel Magyarországon. A csermelyciprus hordalékliget (Myricario-Epilobietunz) a nyers öntéskavics és az azt fátyolszerűen borító iszap- és homokzátonyok pionír társulása. A csermelyciprussal együtt jelenik meg a parti fűz (Salix elaeagnos) és a homoktövis (Hippophae rhamnoides).
E növénytársulást életideje igen rövid: hamarosan csigolya bokorfüzes váltja fel. Igen veszélyeztetett társulás, mert a horvát szakaszon épített vízlépcsők hatására a Dráva hordalékában egyre kevesebb a kavics.
A vízierőművek működtetésének eredményeképp a Dráva főmedre – és így kavicsos-homokos zátonyok vízjárása igen szélsőséges: a napi vízingadozás meghaladhatja a 80 cm-t. A durva hordalék nem képes tartja vissza a vizet.
Az ilyen élőhelyeken a ruderális és félruderális lágyszárú növénytársulások becserjésedésével fejlődnek ki a csigolya bokorfüzesek (Rumici crispi-Salicetum purpureae). Ezek cserjeszintjében:
- csigolyafűz (Salix purpurea),
- fehér fűz (Salix alba),
- fekete nyár (Populus nigra).

A gyepszint növényei:
- fehér tippan (Agrostis stolonifera),
- mocsári perje (Poa palustris),
- pántlikafű (Phalaroides arundinaceum),
- fodros lórom (Rumex crispus),
- hegyeslevelű libatop (Chenopodium polyspermum),
- meddő rozsnok (Bromus sterilis).

### Mandulalevelű bokorfüzes
A Dráva mellékágaiban a folyó hordaléka finom iszap. A lerakott iszapból először zátony alakulnak ki, majd a hordalék apránként feltölti a medret. Az iszappadok vízgazdálkodása lényegesen kiegyensúlyozottabb, mint a kavics- és homokzátonyoké, ezért tartós apály esetén sem száradnak ki. Becserjésedésükkel jön létre a mandulalevelű bokorfüzes (Polygono hydropiperi-Salicetum triandrae).
- Ennek fontosabb fái:
  - mandulalevelű fűz (Salix triandra),
  - kosárkötő fűz (Salix viminalis),
  - fehér fűz (Salix alba).
- Aljnövényzetükben tömegesen fordulnak elő mocsári növények:
  - mocsári nefelejcs (Myosotis palustris),
  - mocsári tisztesfű (Stachys palustris),
  - iszapkányafű (Rorippa amphibia),
  - mocsári nőszirom (Iris pseudacorus),
  - éles sás (Carex gracilis),
  - parti sás Carex riparia).
- Sokáig túlélnek benne az iszapvegetációból visszamaradt növények:
  - iszaprojt (Limosella aquatica),
  - iszapgyopár (Gnahalium uliginosum),
  - barna palka (Cyperus fuscus)
  - apró csetkáka (Eleocharis acicularis).
- Növényritkaságok:
  - iszapfű (Lindernia procumbens),
  - csermelyciprus (Myricaria germanica)
  - hegyi csipkeharaszt (Selaginella helvetica).

### Fekete nyárliget
A sekély, laza, alig kötött öntéstalajt kedvelő fekete nyár túlnövi és árnyékolásával kiszorítja a csigolyafüzet. Ezzel (a szukcesszió újabb lépéseként) a csigolya bokorfüzes fekete nyárligetté (Carduo crispi-Populetum nigrae) alakul át.
- A közepesen zárt lombkoronaszint körülbelül 20 méter magas; ebben a fekete nyár (Populus nigra) mellett a fehér fűz (Salix alba) is részt vesz.
- A cserjeszintjében megtalálható:
  - veresgyűrű som (Conus sanguinea),
  - csigolyafűz (Salix purpurea) – az előző társulásból visszamaradt, túlélő.
- A gyepszintben:
  - hamvas szeder (Rubus caesius)
  - sövényszulák (Calystegia sepium),
  - szegfűbogyó (Cucubalus baccifer),
  - vízi csillaghúr (Myosoton aquaticum),
  - közönséges komló (Humulus lupulus),
  - pántlikafű (Phalaroides arundinaceum),
  - téli zsurló (Equisetum hiemale).

A nemes nyár és nemesített fűz kultúrák térhódítása miatt a fekete nyárligetek a Dráva hullámterén már csak szórványosan fordulnak elő; a legjellemzőbben Drávapalkonyánál (Szerb-sziget). Megmaradt állományaik túlnyomó része kicsiny, többségük degradált.

### Fűzliget
Az előbb leírt folyamathoz hasonlóan a mellékágak iszapos partjain és zátonyain a mandulalevelű bokorfüzeseket fűzliget (Leucojo aestivi-Salicetum albae) váltja fel. Ezekben
- - fehér fűz (Salix alba) vagy
  - törékeny fűz (Salix fragilis) növi túl és árnyékolja be a cserje termetű mandulalevelű és kosárkötő füzet. A lombkoronaszint itt is közepesen zárt, olykor igen ritka, ennek magassága is elérheti a 20 métert.

A lágyszárúak főleg mocsári növények:
- széles levelű békakorsó (Sium latifolium),
- mocsári galaj (Galium palustre),
- mocsári nefelejcs (Myosotis palustris),
- iszapkányafű (Rorippa amphibia),
- mocsári nőszirom (Iris pseudacorus)
- magas termetű sások:
  - Carex gracilis,
  - Carex riparia,
  - Carex vesicaria.

### Fehér nyárliget
A fehér nyárligetek (Senecioni sarracenici-Populetum albae) jellemzően nyers, laza vagy közepesen kötött öntéstalajon alakulnak ki az alacsony ártér magasabb részén találjuk, ahol ritkábban önti el a víz. Viszonylag hosszú feltöltődés és talajképződés eredményeként, fokozatosan alakulhatnak ki a fekete nyárligetekből, illetve a fűzligetekből. A szukcesszióval ezekben egyre inkább tért hódít, és a kétszintű lombkoronaszint felső szintjének domináns fajává válik a fehér nyár (Populus alba).
- A felső lombkoronaszint elérheti a huszonöt méter magasságot. További fái:
  - fehér fűz (Salix alba),
  - fekete nyár (Populus nigra) – ritkásan,
  - magyar kőris (Fraxinus angustifolia ssp. pannonica) – szálanként,
  - kocsányos tölgy (Quercus robur) – szálanként,
  - vénic-szil (Ulnaus laevis) – szálanként.

- Az alsó lombkoronaszint fái:
  - ligeti szőlő (Vitis sylvestris),
  - veresgyűrű som (Cornus sanguinea),
  - hamvas éger (Alnus incana) – ritkaság.

- Lágyszárú fajok:
  - hamvas szeder (Rubus caesius),
  - mocsári galaj (Galium palustre),
  - édes-keserű csucsor (Solanum dulcamara),
  - szegfűbogyó (Cucubalus baccifer),
  - vízi csillaghúr (Myosoton aquaticum),
  - közönséges komló (Humulus lupulus),
  - mocsári perje (Poa palustris),
  - pántlikafű (Phalaroides arundinaceum).
  - patakparti aggófű (Senecio sarracenicus) – ritka és védett,
  - fehér acsalapu (Petasites albus) – ritka és védett,
  - téli zsurló (Equisetum hiemale) – ritka és védett.

Fehér nyárligeteket a Dráva hullámterén találhatunk – szórványosan, Szentborbástól Alsószentmártonig. A nemes nyár kultúrák térhódítása miatt a fehér nyárligetek erősen megfogyatkoztak, de faültetvénnyé alakított állományaik többsége viszonylag könnyen regenerálódik.

### Égerliget
Égerligetek (Paridi quadrifoliae-alnetum) a Dráva-sík baranyai részén nőnek – mindig nedves termőhelyeken, mélyebb öntés erdei talajon. Domblábak patakpartjain, homokbuckák közt, magas árterek mélyebb, nagyobb esők vagy áradások idején elöntött részein fejlődhetnek ki.
- A lombkoronaszintben állományalkotó:
  - mézgás éger (Alnus glutinosa),
  - magas kőris (Fraxinus excelsior),
  - hamvas éger (Alnus incana, néhol),
  - magyar kőris (Fraxinus angustifolia ssp. pannonica, néhol).

- A cserjeszintre jellemző:
  - kutyabenge (Frangula alnus),
  - zselnicemeggy (Padus avium),
  - vörös ribiszke (Hibes rubrum),
  - kányabangita (Viburnum opulus),
  - mogyoró (Corylus avellana),
  - veresgyűrű som (Cornus sanguinea),
  - fekete bodza (Sambucus nigra) – nitrogénjelző indikátor növény.

- A gyepszinten sok ligeterdei elem tűnik fel:
  - rezgő sás (Carex brizoides),
  - ritkás sás (Carex remota),
  - lecsüngő sás (Carex pendula),
  - aranyos veselke (Chrysosplenium alternifolium),
  - óriás zsurló (Equisetum telmateja),
  - farkasszőlő (Paris quadrifolia);
- további gyakori lágyszárúak:
  - sárga árvacsalán (Galeobdolon luteum),
  - kapotnyak (Asarum europaeum),
  - erdei madársóska (Oxalis acetosella),
  - hóvirág (Galanthus nivalis),
  - odvas keltike (Corydalis cava),
  - ujjas keltike (Corydalis solida),
  - hagymás fogas-ír (Dentaria bulbifera);
- értékes, védett növények:
  - farkasölő sisakvirág (Aconitum vulparia),
  - tündérfürt (Aruncus sylvestris),
  - borostás sás (Carex strigosa),
  - szálkás pajzsika (Dryopteris carthusiana),
  - szártalan kankalin (Primula vulgaris),
  - nyugati csillagvirág (Scilla drunensis),
  - pirítógyökér (Tamus communis),
  - fehér zászpa (Veratrum album).

A Dráva hullámterének magasabb szintjein az égerligeteket tölgy-kőris-szil ligeterdő (Carici brizoidis-Ulmetum) váltja fel. Ilyen Drávakeresztúron a „Zokoga” erdő, Révfalu mellett pedig a „Lóka”.

### Tölgy-kőris-szil liget
A tölgy-kőris-szil ligetek (Knautio drymeiae-Ulmetum) a Dráva-sík somogyi részén az ármentett oldal olyan, talajvízzel közepesen befolyásolt területein (a hullámtéren a magas ártéren, míg a mentett oldalon és a dombvidéken a kisebb vízfolyások vagy feltöltődésben lévő horpadások, égerlápok peremén) fordulnak elő olyan helyeken, amiket csak a nagyobb árvizek öntenek el. A szukcessziós sorban az égerliget és a gyertyános-tölgyes közötti átmenetnek tekinthetjük őket.
- A lombkoronaszint 25–30 méter magas. Állományalkotó fái:
  - kocsányos tölgy (Quercus robur),
  - magyar kőris (Fraxinus angustifolia ssp. pannonica),
  - vénic-szil (Ulmus laevis).

- A cserjeszintben a
  - kutyabenge (Frangula alnus) mellett megjelenik a
  - ligeti szőlő (Vitis sylvestris) és a
  - jerikói lonc (Lonicera caprifolium).

- Gyepszintjükben egyre ritkábbak a valódi ligeterdei fajok, amiket a hegy- és dombvidéki bükkösökre jellemző növények váltanak fel. Jellemző fajok:
  - berki szellőrózsa (Anemone nemorosa),
  - erdei galambvirág (Isopyrum thalictroides),
  - kapotnyak (Asarum europaeum),
  - podagrafű (Aegopodium podagraria),
  - odvas keltike (Corydalis cava),
  - hagymás fogas-ír (Dentaria bulbifera),
  - erdei madársóska (Oxalis acetosella),
  - erdei kutyatej (Euphorbia amygdaloides),
  - erdei szélfű (Mercurialis perennis),
  - pettyegetett tüdőfű (Pulmonaria officinalis),
  - sárga árvacsalán (Galeobdolon luteum),
  - vicsorgó (Lathraea squamaria),
  - hóvirág (Galanthus nivalis),
  - salátaboglárka (Ficaria verna),
  - podagrafű (Aegopodiun podagraria),
  - erdei nenyúljhozzám (Impatiens noli-tangere),
  - szálkás pajzsika (Dryopteris carthusiana),
  - széles pajzsika (Dryopteris dilatata),
  - fürtös gyűrűvirág (Carpesium abrotanoides),
  - szártalan kankalin (Primula vulgaris),
  - borostás sás (Carex strigosa),
  - szúrós csodabogyó (Ruscus aculeatus),
  - pirítógyökér (Tamus communis),
  - békakonty (Listera ovata),
  - nyugati csillagvirág (Scilla drunensis),
  - tavaszi tőzike (Leucojum vernum),
  - kockás liliom (Fritillaria meleagris),
  - hármaslevelű szellőrózsa (Anemone trifolia),
  - bogláros szellőrózsa (Anemone ranunculoides),
  - pofók árvacsalán (Lamium orvala).

## Gyertyános-tölgyesek
A Dráva-sík egyetlen erdőtársulása egy gyertyános-tölgyes változat (Veronico montanae-Carpinetum). A sík baranyai részén találhatók meg foltjai a folyó fiatal öntésterületének legmagasabb részein, amiket még a magas árhullámok sem érnek el.
- A felső lombkoronaszint magassága elérheti a huszonöt–harminc métert. Állományalkotó fái:
  - gyertyán (Carpinus betulus),
  - madárcseresznye (Cerasus avium),
  - kocsánytalan tölgy (Quercus petraea),
  - kocsányos tölgy (Quercus robur), a völgyaljakban
  - magyar kőris (Fraxinus angustifolia ssp. pannonica), homoktalajon.

Elegyfaként szóba jöhet az ezüst hárs (Tilia tomentosa). A gyertyán idővel nem képes lépést tartani a többi fafajjal, és azok lombja alá visszaszorulva egy második lombkoronaszintet alakíthat ki.
- A zárt lombkoronaszint alatt csak közepesen fejlett cserjeszint képes kialakulni. Ebben megtalálható:
  - ligeti szőlő (Vitis sylvestris),
  - farkasboroszlán (Daphne mezereum),
  - jerikói lonc (Lonicera capifolium).

A lágyszárúak közül tavasszal virágzik:
- hóvirág (Galanthus nivalis),
- berki szellőrózsa (Anemone nemorosa),
- bogláros szellőrózsa (Anenzone ranunculoides),
- pézsmaboglár (Adoxa moschzatellina),
- odvas keltike (Corydalis cava),
- ujjas keltike (Corydalis solida),
- sárga tyúktaréj (Gagea lutea),
- nyugati csillagvirág (Scilla drunensis),
- medvehagyma (Allium ursinum).

A tavasz végén – nyáron nyílik:
- podagrafű (Aegopodium podugraria),
- kapotnyak (Asarum europaeum),
- bükkös sás (Carex pilosa),
- hagymás fogas-ír (Dentaria bulbifera),
- sárga árvacsalán (Galeobdolon luteum),
- szagos müge (Galium odoratuna),
- erdei varfű (Knautia drymeia),
- pillás perjeszittyó (Luzula pilosa),
- árnyékvirág (Maianthemum bifolium),
- erdei szélfű (Mercurialis perennis),
- enyves zsálya (Salvia glutinosa),
- gombernyő (Sanicula europaea) stb.

A fontosabb védett fajok közül megemlíthető a szálkás és széles pajzsika (Dxyopteris cartlzusiana, Dryopteris dilatata), fürtös gyűrűvirág (Carpesium abrotanoides), szártalan kankalin (Primula vulgaris), borostás sás (Carex strigosa), gömbös sárma (Ornithogalum sphaerocarpum), szúrós csodabogyó (Ruscus aculeatus), nyugati csillagvirág (Scilla drunensis), pirítógyökér (Tamus communis), békakonty (Listera ovata), fehér sarkvirág (Platanthera bifolia), széleslevelű nőszőfű (Epipactis helleborine), békakonty (Listera ovata), zergevirág (Doronicum orientale), a kis körtike (Pyrola minor), a erdei ciklámen (Cyclamen purpurascens), a kakasmandikó (Erythronium dens-canis) és a tavaszi tőzike (Leucojum vernum).
Előfordulás: Somogyudvarhely, Bélavár, Tótújfalu, Potony, Babócsa, Drávakeresztúr, Révfalu, Gyékényes, Bogdása, Drávafok, Kákics, Sellye, Vajszló, Csányoszró, Endrőc, Marócsa, Teklafalu, Drávaiványi.